# Hidden Gems
Hidden Gems è un album discografico  del gruppo pop svedese Ace of Base, pubblicato nel 2015.
Il disco è una raccolta di canzoni registrate tra il 1991 e il 2006 per essere incluse negli album del gruppo, ma alla fine rimaste escluse. Alcune invece sono state proposte come bside di alcuni singoli
Would You Believe, lanciato come unico singolo, doveva far parte dell'album Da Capo. Into the Night of Blue venne inclusa nel cd singolo di Cruel Summer. Look Around Me venne scritta per l'album 
The Bridge e No Good Lover inizialmente avrebbe dovuto far parte dell'album Flowers, e successivamente venne inclusa del cd singolo di Life Is a Flower. Pole position venne registrata per l'album Happy Nation.
La versione I Tunes dell'album contiene due bonus track, "Hey Darling" (Bells Version) e "Cuba, Cuba libre" esclusa dall'album Da Capo.

## Tracce
1. Would You Believe (Da Capo) – 2:50
2. Go Go Go (Da Capo) – 3:29
3. Into the Night of Blue - bside singolo (Cruel Summer) – 4:13
4. Don't Stop - bside singolo (The Juvenile) – 2:49
5. Make My Day (Da Capo) – 2:55
6. Mercy Mercy - bside del singolo (Always Have, Always Will) – 3:37
7. No Good Lover - bside singolo (Life Is a Flower) – 3:35
8. Summer Days (Da Capo) – 3:46
9. Giving It Up (2014 remake) (Happy Nation) – 2:46
10. Come to Me (Ace version) – 3:54
11. Prime Time (Da Capo) – 3:14
12. Look Around Me - The Bridge – 3:16
13. Pole Position (Happy Nation) – 3:23
14. Sunset in Southern California(Da Capo) – 3:12
15. Moment of Magic (Da Capo) – 2:29